# مايك كيلي (لاعب كرة قدم أمريكية أمريكي)
مايك كيلي (بالإنجليزية: Mike Kelley)‏ هو لاعب كرة قدم أمريكية أمريكي، ولد في 31 ديسمبر 1959 في سونورا في الولايات المتحدة.